# Duzje
Düzce ou Duzje (em português) é uma cidade e distrito (em turco: ilçe) do nor-noroeste da Turquia. É capital da província homónima e faz parte da região do Mar Negro. O distrito tem 710 km² de área e em 2021 tinha 254 827 habitantes (densidade: 358,9 hab./km²), dos quais 188 928 moravam na cidade.